# Puck (ijshockey)

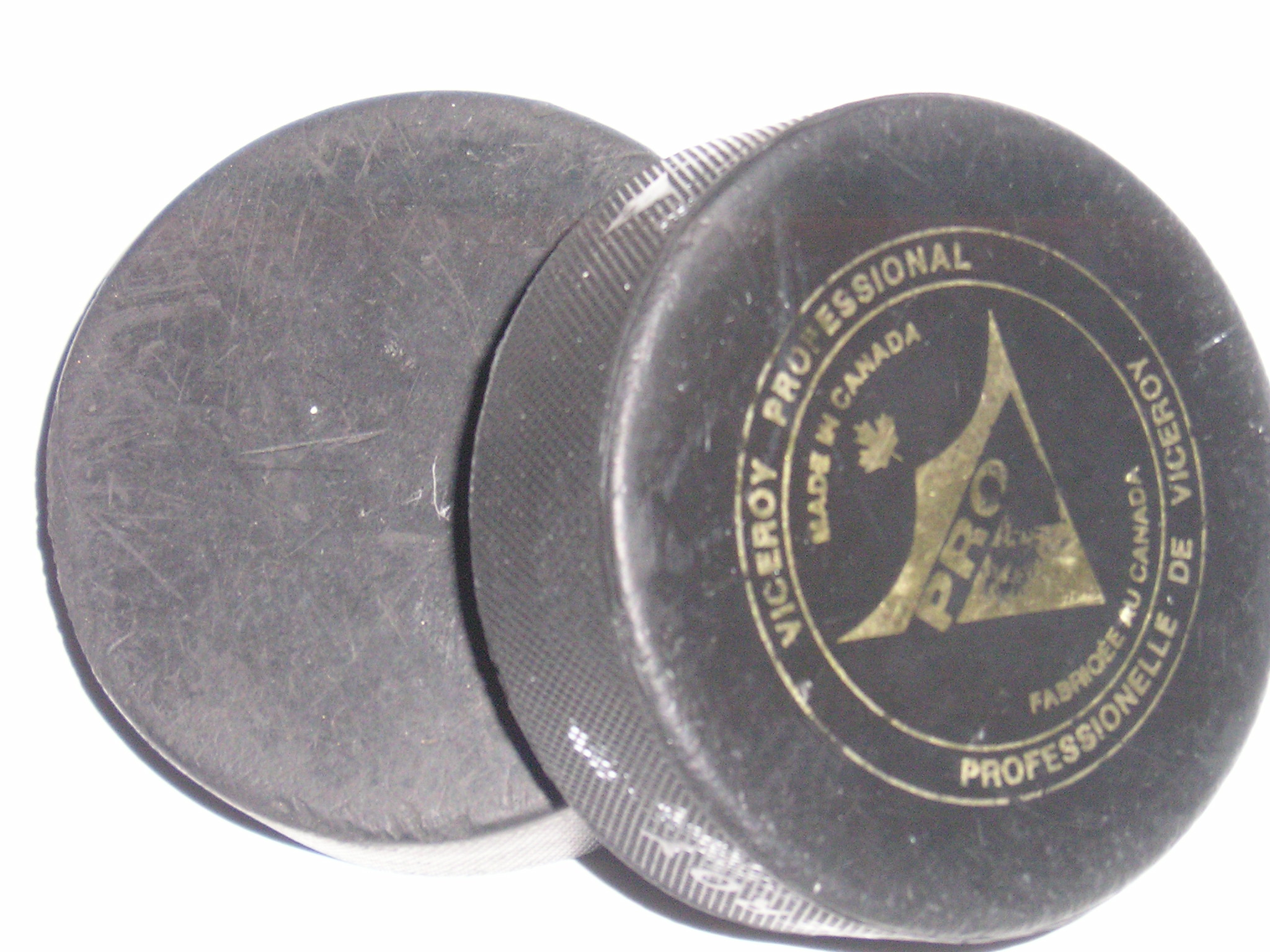
Twee standaard ijshockey pucks.

Een puck  is een harde zwarte schijf, die wordt gebruikt bij verschillende sporten zoals ijshockey en onderwaterhockey, en heeft dezelfde functie als van een bal bij balsporten.

## IJshockey
De puck bestaat uit gevulkaniseerd rubber. Een standaard puck is 2,54 cm dik, heeft een diameter van 7,62 cm en weegt tussen de 156 en 170 gram. Een puck kan tijdens een wedstrijd snelheden tot 160 km/h bereiken wat kan leiden tot zware kwetsuren en daarom is de helm een verplicht onderdeel bij een ijshockey-uitrusting. De puck kan met zo een snelheid ook in het publiek terechtkomen en daarom is de rand van de ijspiste omrand met doorzichtige plastic platen met achter de doelen netten. De puck werd waarschijnlijk in 1877 uitgevonden door William Fleet Robertson, die een bal uit het veldhockey zodanig had afgesneden dat er alleen maar een schijf overbleef. Tegenwoordig wordt een puck voor een wedstrijd een paar uur ingevroren om het stuiteren te beperken. Het kan gebeuren dat de puck in twee breekt tijdens een training of wedstrijd wanneer deze erg hard tegen de doelpaal wordt geschoten. Soms is het zo dat de puck waar men zijn/haar eerste doelpunt mee scoort in een wedstrijd mee naar huis krijgt. 

## Soorten pucks
Naast de standaard puck bestaan er nog de blauwe puck van 113 gram die wordt gebruikt bij jongere spelertjes die de standaard puck nog niet kunnen gebruiken. Daarnaast bestaan er ook nog zwaardere pucks van 283 gram met een rood-oranje kleur die beschikbaar zijn voor spelers die willen trainen op de kracht van het schot. Er bestaan ook stalen pucks met een gewicht van 900 gram voor spelers die hun polsen willen trainen, deze pucks worden uiteraard niet gebruikt om naar doel te schieten.